# 列塔瓦城堡

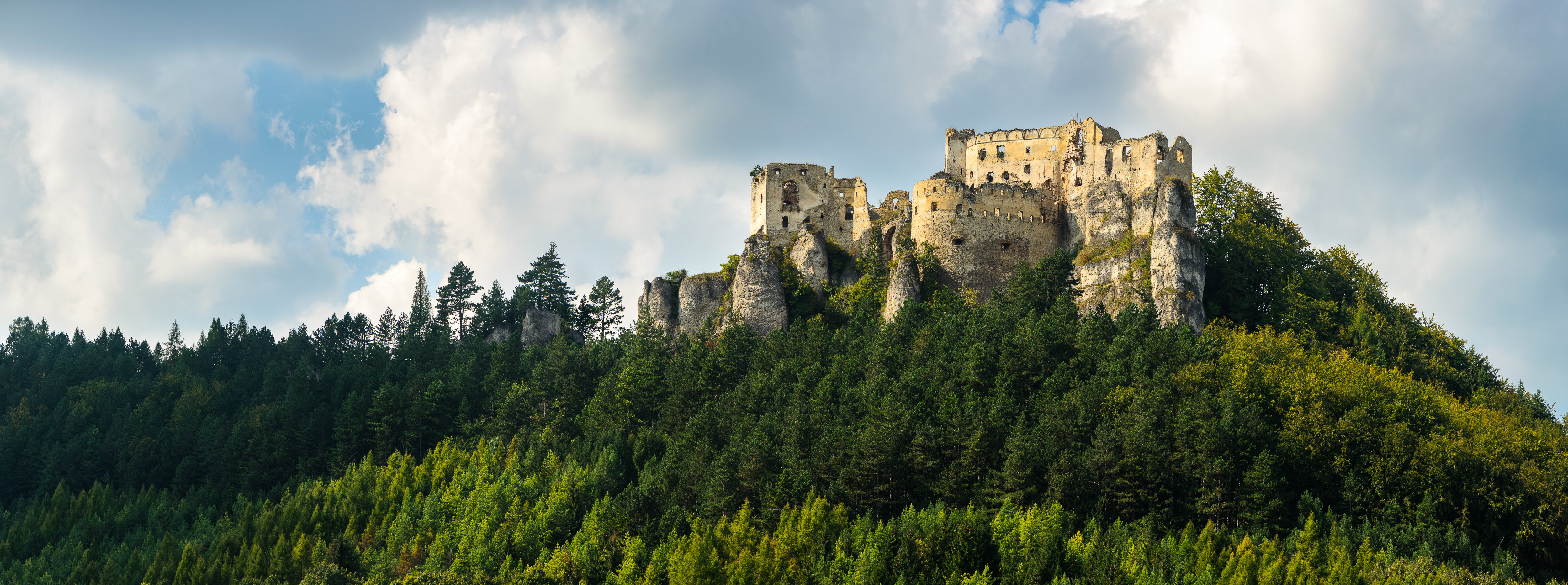
列塔瓦城堡

列塔瓦城堡是斯洛伐克的一座城堡遺跡，位於斯洛伐克北部日利納州的蘇羅夫山區內。這座城堡修建於1241年之後。1760年代之後，該城堡已經被廢棄，不再被使用。現在列塔瓦城堡由一個非營利組織負責維護。

## 外部連結
- Lietava at castles.sk
- hradlietava.sk

49°09′36″N 18°41′06″E / 49.16000°N 18.68500°E